# Alan Poindexter
Alan Goodwin Poindexter (Pasadena, 5 novembre 1961 – Pensacola, 1º luglio 2012) è stato un astronauta statunitense, e ha partecipato alla missione STS-122 e STS-131 rispettivamente come pilota e come comandante dello Space Shuttle.
Nato da John Poindexter a Pasadena in California, Poindexter è cresciuto a Rockville in Maryland. Si è diplomato alla Coronado High School nel 1979 e ha ottenuto il bachelor in ingegneria aerospaziale al Georgia Institute of Technology nel 1986 e un master of science in ingegneria aeronautica nella Naval Postgraduate School nel 1995.
È scomparso nel 2012 all'età di 50 anni a seguito di un incidente con una moto d'acqua.

## Carriera
Dopo essere stato assegnato all'Hypervelocity Wind Tunnel Facility del Naval Surface Weapons Center a White Oak in Maryland, Poindexter iniziò l'addestramento come pilota da combattimento a Pensacola in Florida. Nel 1988 venne assegnato al Fighter Squadron 124 in California e in seguito al Fighter Squadron 211. Venne impiegato nel Golfo Persico durante l'Operazione Desert Storm e l'Operazione Southern Watch.
Venne selezionato dalla NASA nel giugno 1998 e iniziò l'addestramento da astronauta. Inizialmente lavorò nell'Astronaut Office Shuttle Operation Branch come lead support astronaut al Kennedy Space Center. Nel dicembre 2002 venne assegnato alla missione STS-120 per trasportare il modulo Harmony, ma il disastro del Columbia causò il rinvio della missione. Nel luglio 2006 Poindexter fu assegnato come pilota della missione STS-122 dove venne trasportato ed installato il modulo Columbus sulla Stazione spaziale internazionale nel febbraio 2008.
In aprile 2010 è tornato nello spazio al comando della missione STS-131 in cui è stato portato sulla ISS il Multi-Purpose Logistics Module Leonardo.